# 亚历山大·弗拉索夫
亚历山大·弗拉基米罗维奇·弗拉索夫，（俄语：Александр Владимирович Власов；1932年1月20日—2002年6月9日），苏联和俄联邦政治人物。曾任苏共车臣-印古什州委第一书记、罗斯托夫州委第一书记、苏联内政部长、俄罗斯苏维埃联邦社会主义共和国部长会议主席、苏共中央社会经济部部长等职务。

## 生平
- 1932年1月20日出生于布里亚特-蒙古苏维埃社会主义自治共和国卡班斯克区米索夫斯克村。
- 1949年-1954年，伊尔库茨克矿业和冶金学院学习。
- 1954年，伊尔库茨克州切列姆霍沃5号矿山工长。
- 1954年-1955年，共青团切列姆霍沃团支部书记，宣传鼓动部部长，切列姆霍沃地区团委第二书记。
- 1955年-1960年，共青团伊尔库茨克州委第二书记。1956年加入苏联共产党。
- 1960年-1961年，共青团伊尔库茨克州委第一书记。
- 1961年-1963年1月，苏共伊尔库茨克州济马区委第一书记。
- 1963年1月-1964年12月，苏共伊尔库茨克州工业委员会党委第二书记。
- 1964年12月-1965年12月，伊尔库茨克州第一副州长。
- 1965年12月-1972年，苏共雅库特苏维埃社会主义自治共和国党委第二书记。
- 1972年-1975年，苏共中央巡视员。
- 1975年7月-1984年7月，苏共车臣-印古什苏维埃社会主义自治共和国党委第一书记。
- 1984年7月-1986年1月，苏共罗斯托夫州委第一书记。
- 1986年1月-1988年10月，苏联内务部长，上将军衔。
- 1988年10月-1990年6月，俄罗斯苏维埃联邦社会主义共和国部长会议主席。任期内打击犯罪不力，受到许多批评。
- 1990年7月-1991年8月，苏共中央社会经济部部长。
- 1991年8月起退休。
- 2002年6月9日于莫斯科逝世，享年70岁。葬于特罗耶库罗夫公墓。

弗拉索夫是苏共22-28大代表，第27届中央政治局候补委员，第25届中央候补委员，第26-28届中央委员；第10-11届苏联最高苏维埃民族院代表，第7-8届俄罗斯苏维埃联邦社会主义共和国最高苏维埃代表。

## 荣誉
苏联：
- 列宁勋章
- 十月革命勋章
- 两次荣誉勋章
- 纪念列宁诞辰100周年奖章
- 退休劳动者奖章
- 苏联武装力量七十周年奖章

俄联邦：
- 莫斯科建城八百五十周年奖章